# МКС-28
МКС-28 — двадцять восьмий довготривалий екіпаж  Міжнародної космічної станції, спочатку складався з трьох осіб, у червні 2011 року відбулося його доповнення до шести. Робота екіпажу почалася 23 травня 2011 року о 21:35 UTC після відстиковки корабля «Союз ТМА-20» від станції та завершилася 16 вересня 2011 року.
16 вересня на Землю повернулися перші три космонавти: Андрій Борисенко, Олександр Самокутяєв та Рональд Гаран.

## Екіпаж
| Посада        | з травня 2011 року            | з червня по вересень 2011     |
| ------------- | ----------------------------- | ----------------------------- |
| Командир      | Андрій Борисенко (1), РКА     | Андрій Борисенко (1), РКА     |
| Бортінженер 1 | Олександр Самокутяєв (1), РКА | Олександр Самокутяєв (1), РКА |
| Бортінженер 2 | Рон Гаран (2), НАСА           | Рон Гаран (2), НАСА           |
| Бортінженер 3 |                               | Сергій Волков (2), РКА        |
| Бортінженер 4 |                               | Фоссум Майкл Едвард (3), НАСА |
| Бортінженер 5 |                               | Фурукава Сатосі (1), JAXA     |

## Робота екіпажа
3 серпня 2011 Сергій Волков та Олександр Самокутяєв почали  роботу у відкритому космосі, тривалість якої склала 6 годин 22 хвилини. За цей час космонавти провели ряд операцій на службовому  модулі «Звезда», перенесена вантажна стріла зі стикувального відсіку «Пірс» на модуль  «Поіск», на поверхні  «Пірса» розміщена платформа з трьома контейнерами, за допомогою яких досліджується вплив мікроорганізмів на конструкційні матеріали (експеримент «Біоризик»). Також під час виходу Сергій Волков успішно здійснив запуск  мікросупутника «Кедр» (експеримент «Радіоскаф»).